# Vilanova i la Geltrú
Vilanova i la Geltrú est une commune d'Espagne qui est le chef-lieu de la comarque du Garraf, dans la province de Barcelone, en Catalogne. Elle se trouve à 46 km de Barcelone et à 44 km de Tarragone.

## Histoire
À l’extrémité ouest de la promenade Ribes Roges se trouvent les vestiges les plus anciens de la ville, ceux du village d´Adarró. Cette petite ville romano-ibérique fut habitée du VIe au Ier siècle av. J.-C.
Selon la légende, Vilanova (littéralement la Ville nouvelle) est née après que le seigneur féodal de Geltrú (déjà mentionnée dans un écrit antérieur à l’an 1000) eut promulgué une loi pour s'octroyer le droit de cuissage et que de nombreux habitants de Geltrú allèrent s’installer près de la mer, sur le territoire de Cubelles, et fonder la Vila Nova de Cubelles. Avec le temps, les deux communes se sont développées au point de n’en former qu’une seule.
Vilanova i la Geltrú est fondée officiellement en 1274 quand le roi Jacques Ier d’Aragon lui accorde une charte de peuplement).
Au milieu du XVIIIe siècle, quand le roi Charles III permet les échanges commerciaux entre l’Amérique et elle, Vilanova connaît un essor économique très important, progrès qui ne se limitera pas à l’accumulation de richesses et qui comprendra des investissements dans la culture. C’est à cette époque que naissent les premières sociétés récréatives, lieux de rencontre et de loisirs. Au début du XIXe siècle, on voit ainsi apparaître les jardins du Tivoli et d’autres. Vilanova sera appelée la Petite Havane en raison tant de la luxuriance de ses jardins publics que de l’ambiance que le contact avec l’île de Cuba lui aura donnée. La ville ne se départira plus de cette ambiance, et les jardins publics du début offriront des espaces pour la tenue de spectacles permanents à couvert.
En 1804, Pere Gumá érige le premier théâtre de Vilanova, La Sala, édifice carré à voûtes qui servira tant de théâtre que de discothèque avant de devenir le Centre d’art contemporain La Sala.

### La Vilanova i la Geltrú moderne

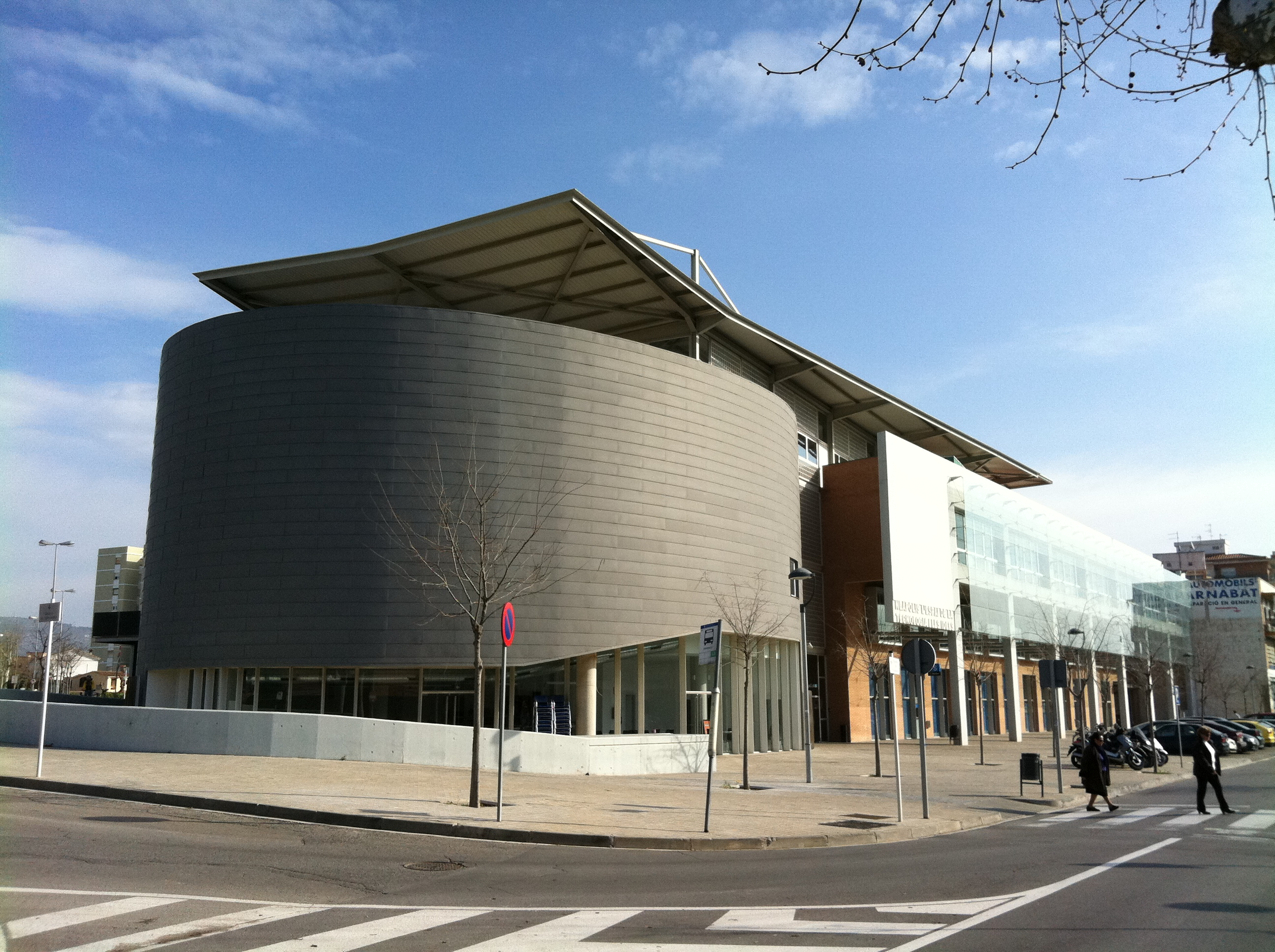
L'édifice Neàpolis

Vilanova i la Geltrú est une des villes les plus avancées dans les nouvelles technologies grâce à un centre de l’Université polytechnique de Catalogne et au projet Neàpolis. Elle est le troisième port de Catalogne en importance et possède un club nautique. Cette voie de communication est complétée par l’autoroute C-32, aussi appelée Pau Casals, qui permet une bonne communication avec la capitale de la Catalogne ; et la liaison ferroviaire Sant Vicenç de Calders – Maçanet de la Selva.
Sa population a augmenté ces dernières années, grâce à l'immigration, notamment latino-américaine, marocaine et roumaine. On réalise actuellement divers projets de grande envergure, dont l’Eixample de Mar et le polygone Sant Jordi, et va remodeler une partie de la façade maritime.

## Politique et administration
La ville de Vilanova i la Geltrú comptait 68 152 habitants aux élections municipales du 28 mai 2023. Son conseil municipal (en espagnol : Pleno del Ayuntamiento) se compose donc de 25 élus.
Depuis les premières élections municipales démocratiques de 1979, la ville a connu de multiples alternances.

### Maires
| Mandat    | Maire | Maire                                          | Parti        | Majorité |
| --------- | ----- | ---------------------------------------------- | ------------ | -------- |
| 1979-1983 |       | Jaume Casanovas (ca)                           | PSC          | 9 / 21   |
| 1983-1987 |       | Jaume Casanovas (ca)                           | PSC          | 14 / 21  |
| 1987-1991 |       | Jaume Casanovas (ca)                           | PSC          | 10 / 21  |
| 1991-1995 |       | Josep González i Rovira (ca)                   | IC           | 3 / 21   |
| 1991-1995 |       | Esteve Orriols (ca) (1992)                     | CDC          | 8 / 21   |
| 1991-1995 |       | Josep González i Rovira (ca) (1993)            | IC           | 3 / 21   |
| 1991-1995 |       | Esteve Orriols (ca) (1994)                     | CDC          | 8 / 21   |
| 1995-1999 |       | Esteve Orriols (ca)                            | CDC          | 8 / 21   |
| 1999-2003 |       | Sixte Moral (ca)                               | PSC          | 9 / 25   |
| 2003-2007 |       | Sixte Moral (ca) Joan Ignasi Elena (ca) (2005) | PSC          | 10 / 25  |
| 2007-2011 |       | Joan Ignasi Elena (ca)                         | PSC          | 10 / 25  |
| 2011-2015 |       | Neus Lloveras                                  | CDC          | 9 / 25   |
| 2015-2019 |       | Neus Lloveras                                  | CDC / PDECAT | 6 / 25   |
| 2019-2023 |       | Olga Arnau (ca)                                | ERC          | 7 / 25   |
| 2023-2027 |       | Juan Luis Ruiz                                 | PSC          | 11 / 25  |

### Jumelages
- Matanzas (Cuba)
- Mérignac (Gironde) (France) depuis 1991[6]
- Vila-real (Espagne)

## Population et société

### Démographie
| 1900   | 1930   | 1950   | 1970   | 1981   | 1986   | 2006   |
| ------ | ------ | ------ | ------ | ------ | ------ | ------ |
| 11 856 | 16 400 | 19 483 | 35 714 | 43 833 | 44 977 | 62 826 |

### Manifestations culturelles et festivités
Vilanova i la Geltrú a ses propres célébrations. L’une des premières de l’année, qui a lieu le 17 janvier, fête de saint Antoine, copatron de la ville, est la fête des Trois Tours (Els Tres Tombs), où l’on fait trois tours de la rambla à cheval, en chariot, en charrette ou en carrosse. Jadis, ces tours se faisaient autour d’un bûcher de bois vert. Sous l’influence du christianisme, les tours se firent autour de l’église Saint-Antoine, où l’on bénit les animaux. À plusieurs endroits, on a coutume d’y apporter ses animaux domestiques (chiens, chats, oiseaux) pour la bénédiction.
Les fêtes se poursuivent par le Carnaval, déclaré fête traditionnelle d’intérêt national, qui se caractérise par une profonde critique sociale. Il débute le samedi précédant le Jeudi gras par le bal des Châles. Le Jeudi gras est le jour de la « meringuade » des enfants. Ces derniers sortent dans la rue avec de la meringue ou une poche à douille pour se barbouiller l’un l’autre lorsqu’ils se rencontrent. Beaucoup utilisent aussi des œufs et de la crème fouettée à cette fin. Diverses pâtisseries sont des lieux de rencontre des enfants qui y attendent les bonhommes de meringue qu’ils lanceront plus tard pour poursuivre la fête. Celle-ci se termine sur la place de la Vila (où se tiennent de nombreuses manifestations), où les enfants sont arrosés de meringue, puis d’eau.
Le lendemain, c’est le jour de l’arrivée de Sa Majesté le roi Carnestoltes. Un grand défilé de carrosses et de gens portant des déguisements qui véhiculent divers thèmes et critiques se termine à la place de la Vila, où le Roi prononce son sermon.
Le samedi soir, c’est au tour des enfants, car c’est l’arrivée de Caramel, roi du carnaval pour enfants, et la promenade en ville du Moixó Foguer, personnage totalement enduit de miel et de plumes qui aime sortir à l’occasion de sa caisse pour se coller à son public. À la tombée de la nuit, c’est la nuit des Masques. Caramel est reçu sur la « place du marché » par des milliers d’enfants déguisés.
Le dimanche est le jour des « comparses », moment fort du Carnaval où des centaines de couples groupés en clubs ou sociétés qui se distinguent par la couleur des vêtements, défilent derrière leurs bannières. L’homme du couple porte la barretina et une bourse remplie de caramels ; et la femme, la jupe, la mantille et des œillets. Les « comparses » se livrent à une bataille de caramels lorsqu’ils croisent une autre bannière dans la rue. Les associations convergent toutes vers la place de la Vila (par ordre d’ancienneté) pour la bataille finale tout en dansant au rythme de la marche militaire El Turuta. Elles arrivent à « lancer presque 100 tonnes de caramels sur la ville.
Le lundi, c’est le jour du Vidalet pour les enfants et des chœurs de Carnestoltes, suivi le lendemain par les « comparses » du Vidalot. Après douze jours de festivités, le Carnaval se conclut, le mercredi des Cendres, par l’enterrement de la sardine. Ce jour-là, on promène la dépouille de Sa Majesté le roi Carnestoltes, escorté de ses concubines en pleurs. À la fin, le cercueil est brûlé au milieu de la place de la Vila.
La fête patronale de la ville en l’honneur de Notre-Dame des Neiges se tient le 5 août. Elle est l’occasion d’un défilé où ressortent la danse des diables, le dragon de Vilanova, le dragon de Geltrú, la Carpe et la Cruche, les mules, les géants et les nains à grosse tête, la danse de Serrallonga, celles des bâtons et des rubans, celles des gitans et des bergers, la moixiganga, les castellers Bordegassos de Vilanova et les tours humaines.
La commune est l’une des agglomérations qui s’attribuent la création du xató, salade de scaroles, de morue, de thon et d’anchois accompagnée d’une riche sauce faite d’amandes, de noisettes, de poivrons, de mie de pain, d’huile et d’ail, qui est à la base du festival du xató (la Xatonada) organisé avec les villes et villages voisins.
De plus, la commune tient deux festivals : le Festival de cirque Trapezi, en mai, avec la ville de Reus ; et le Festival international de musique populaire traditionnelle (FIMPT) pendant 3 jours en juin ou en juillet. Il s’y tient depuis 1981 ; c’est le concours le plus ancien d’Espagne qui se consacre aux musiques du monde.

### Sports
La ville possède un club de hockey sur patins, le CP Vilanova, l’un des plus importants d’Espagne, qui joue dans la ligue principale, l’OK Liga. En 2011, la ville a accueilli les demi-finales et la finale de la Coupe CERS.

## Culture locale et patrimoine

### Lieux et monuments
La ville connaît son âge d’or pendant le Romantisme, période qui se reflète dans des édifices comme la Bibliothèque-Musée Victor Balaguer, ainsi que des demeures et des hôtels particuliers comme la Casa Renard, Foment Vilanovi, la Casa Samá et Can Pahissa. On peut voir aussi ses ermitages et ses églises, telles que celles de San Cristóbal, de San Gervasio et de Santa Maria de la Geltrú, qui renferme un retable polychrome du XVIIIe siècle.

### Musées
L’un des attraits de la ville est le Musée des curiosités maritimes Roig Toquès, bâtiment qui n’a qu’une pièce, mais où la densité des curiosités est remarquable. Un autre musée représentatif de la ville est la Bibliothèque-Musée Victor-Balaguer, créée en 1884 par le poète, historien et diplomate catalan Victor Balaguer (1824-1901). Elle possède une grande collection de livres et des collections d’antiquités romaines et égyptiennes, de pièces archéologiques, de peintures, de gravures, de sculptures et de monnaies. Un troisième musée de la ville est Can Papiol, édifice de style néo-classique bien conservé qui, avec la Casa LLopis de Sitges, forme le Musée romantique et illustre bien les habitudes de la bourgeoisie industrielle du XIXe siècle.
Il y a aussi le Musée du chemin de fer et le Centre d’interprétation du romantisme, dans la Masia d’en Cabanyes. Au parc Ribes Roges, sur une voie ferrée de 127 mm d’écartement gérée par l’AFEVI, on peut voyager à bord d’un train miniature à vapeur, diésel ou électrique.

### Personnalités liées à la commune
Personnalités nées à Vilanova i la Geltrú
- Toni Albà, acteur
- Francesc-Marc Álvaro, journaliste et essayiste. Chroniqueur de La Vanguardia.
- Manuel de Cabanyes, poète
- Jaume Casanovas, personnalité politique
- Joan Castells, premier dirigeant de la société d’assurances FIATC et ex-vice-président (économie) du FC Barcelone
- Josep Piqué, homme politique, économiste et entrepreneur
- Amador Codina López, champion de billard d’Espagne
- Enric Duran i Giralt, activiste anticapitaliste
- Francesc Escribano, écrivain, journaliste et ex-directeur de Televisió de Catalunya
- Josep Ferrer i Vidal, industriel du textile, économiste et personnalité politique
- Isaac Gálvez, cycliste
- Estela García, athlète
- Josep Anton Lacasa, joueur d’échecs
- Sergi López, acteur
- Francesc Macià, président de la Généralité de Catalogne
- Joan Magriñà, danseur
- Teresa Mañé i Miravet, institutrice et écrivaine anarchiste
- Enric Martí Muntaner, écrivain
- Leonora Milà, pianiste et compositrice
- Joan Nin i Serra, prêtre, musicologue, compositeur et maître de chapelle
- Esteve Orriols, personnalité politique
- Ramón Pérez Serrano, chroniqueur et écrivain
- Josep Piqué Camps, personnalité politique
- Enric Cristòfor Ricart, peintre et graveur
- Jordi Ríos, acteur
- Francisco Roig Toquès, directeur du Musée des curiosités maritimes Roig Toquès
- Guillermo Rovirosa, religieux social
- Iván Santos, chanteur concurrent à l’Operación Triunfo 2008
- Marti Torrents, peintre
- Oriol Pi de Cabanyes, écrivain
- Pere Tàpias, auteur-compositeur-interprète et gastronome
- Eduard Toldrà, violoniste
- Marc Soler, coureur cycliste professionnel
- Aitana Bonmatí, footballeuse professionnelle

Autres personnalités
- Carles Campuzano, personnalité politique
- Eugenio d'Ors, écrivain et philosophe
- Joan Montseny, anarchiste
- Joaquín Mir, peintre[11]
- Josep Coroleu, historien et personnalité politique
- Juli Garreta, compositeur de sardanes
- Victor Balaguer, personnalité politique

### Emblèmes municipaux
Blason
Approuvé le 6 septembre 1994, le blason de Vilanova i la Geltrú se définit ainsi en héraldique :
Sur un écu en bannière surmonté d'une couronne murale à cinq créneaux d'or (de villa), coupé : au premier, d'azur au château d’or ouvert ; au second, d’or à quatre pals de gueules.
Ce blason représente traditionnellement le château de Geltrú (du XIe siècle) et les armoiries de la Catalogne en souvenir de la juridiction de la Couronne sur la localité. La charte communale fut accordée par Jacques Ier en 1274, et Vilanova devint une commune jouissant des mêmes droits que la capitale par le privilège qu’Alphonse IV lui octroya en 1418.
Drapeau
Le drapeau de Vilanova i la Geltrú est un drapeau oblong dont la hauteur et la longueur sont dans un rapport de deux à trois et qui est bicolore dans le sens horizontal, la partie supérieure étant bleu foncé avec un château jaune en son centre, d’une hauteur égale à 8⁄18 de celle du drapeau ; et la partie inférieure, jaune avec quatre bandes rouges. Il a été adopté par la résolution parue dans le journal officiel de la Généralité de Catalogne le 29 mars 1999.